# Gyoma (keresztnév)
A Gyoma régi magyar férfi személynév, amelynek eredete és jelentése ismeretlen.

## Gyakorisága
Az 1990-es években szórványos név, a 2000-es években nem szerepel a 100 leggyakoribb férfinév között.

## Névnapok
ajánlott névnap
- október 20.